# Giải đua ô tô Công thức 1 Áo 2023
Giải đua ô tô Công thức 1 Áo 2023 (tên chính thức là Formula 1 Rolex Großer Preis von Österreich 2023) là một chặng đua Công thức 1 được tổ chức vào ngày 2 tháng 7 năm 2023 tại trường đua Red Bull Ring ở Spielberg, Áo, và là chặng đua thứ chín của giải đua xe Công thức 1 2023.

## Bối cảnh

### Bảng xếp hạng trước cuộc đua
Sau giải đua ô tô Công thức 1 Canada, Max Verstappen tiếp tục dẫn đầu trước Sergio Pérez (126 điểm) và Fernando Alonso (117 điểm) trong bảng xếp hạng các tay đua với 195 điểm. Trong bảng xếp hạng các đội đua, Red Bull Racing tiếp tục dẫn đầu trước Mercedes (167 điểm) và Aston Martin (154 điểm) với 321 điểm.

### Thay đổi quy định về việc sử dụng lốp cho sprint shootout
Các quy luật về lốp cho sprint shootout đã được sửa đổi và sự thay đổi đó đã cho phép các tay đua và đội đã vượt qua phần cuối cùng (SQ3) được sử dụng bất kỳ bộ lốp mềm trong khi trước đây họ phải sử dụng bộ lốp mềm mới. Thay đổi này đã được thực hiện sau khi Lando Norris không thể tham gia SQ3 tại giải đua ô tô Công thức 1 Azerbaijan do anh đã sử dụng hết bộ lốp mềm.

### Lựa chọn bộ lốp
Nhà cung cấp lốp xe Pirelli cung cấp các bộ lốp hạng C3, C4 và C5 (được chỉ định lần lượt là cứng, trung bình và mềm) để các đội sử dụng tại sự kiện này.

## Tường thuật

### Buổi tập
Trong buổi tập đầu tiên và duy nhất, Max Verstappen lập thời gian nhanh nhất với 1:05,742 phút trước hai tay đua của Ferrari Carlos Sainz Jr. và Charles Leclerc.

### Vòng phân hạng
Vòng phân hạng bao gồm ba phần với thời gian chạy 45 phút. Trong phần đầu tiên (Q1), các tay đua có 18 phút để tiếp tục tham gia phần thứ hai vòng phân hạng. Tất cả các tay đua đạt được thời gian trong phần đầu tiên với thời gian tối đa 107% thời gian nhanh nhất được phép tham gia cuộc đua. 15 tay đua nhanh nhất lọt vào phần tiếp theo. Verstappen là tay đua nhanh nhất trong phần này. Sau khi phần đầu tiên của vòng phân hạng kết thúc, cả hai tay đua của AlphaTauri, Chu Quán Vũ, Logan Sargeant và Kevin Magnussen bị loại.
Phần thứ hai (Q2) kéo dài 15 phút và mười tay đua nhanh nhất của phần này đi tiếp vào phần thứ ba của vòng phân hạng. Verstappen là tay đua nhanh nhất trong phần này. Trong phần này, ba trong số tất cả các thời gian vòng đua do Sergio Pérez lập đều bị xóa do vi phạm track limits. Điều đó khiến anh không thể tham gia phần cuối cùng của vòng phân hạng (Q3). Ngoài ra, đây là chặng đua thứ tư liên tiếp mà Pérez không thể tham gia Q3. Sau khi phần thứ hai của vòng phân hạng kết thúc, George Russell, Esteban Ocon, Oscar Piastri, Valtteri Bottas và Pérez bị loại.
Phần cuối cùng (Q3) kéo dài mười hai phút, trong đó mười vị trí xuất phát đầu tiên được xác định sẵn. Với thời gian là 1:04,391 phút, Verstappen giành được vị trí pole cho cuộc đua chính trước hai tay đua của Ferrari Charles Leclerc và Carlos Sainz Jr.

### Sprint shootout
Trong phần đầu tiên (SQ1) của sprint shootout, các tay đua có 12 phút để tiếp tục tham gia phần thứ hai của sprint shootout. Tất cả các tay đua đạt được thời gian trong phần đầu tiên với thời gian tối đa 107% thời gian nhanh nhất được phép tham gia cuộc đua. 15 tay đua nhanh nhất lọt vào phần tiếp theo. Sau khi phần này kết thúc, cả hai tay đua của đội đua Alfa Romeo, Oscar Piastri, Lewis Hamilton và Logan Sargeant bị loại. Lewis Hamilton không thể tham gia phần thứ hai (SQ2) của sprint shootout do thời gian vòng đua của anh bị xóa do vi phạm track limits.
Phần thứ hai (SQ2) kéo dài 10 phút và mười tay đua nhanh nhất của phần này đi tiếp vào phần thứ ba của sprint shootout. Trong phần này, Alexander Albon, Pierre Gasly, cả hai tay đua của AlphaTauri và George Russell bị loại. Russell không thể lập thời gian tại SQ2 do chiếc xe đua của anh gặp vấn đề kỹ thuật.
Phần cuối cùng (SQ3) kéo dài 8 phút, trong đó mười vị trí xuất phát đầu tiên cho cuộc đua sprint được xác định sẵn. Trong phần này, Verstappen giành vị tri pole cho cuộc đua sprint trước đồng đội Pérez và Lando Norris.

### Cuộc đua sprint
Sau khi cuộc đua bắt đầu, Verstappen và Pérez tranh giành vị trí dẫn đầu. Trong khoảnh khắc đó, Sergio Pérez ra ngoài ranh giới đường đua ở góc cua 3 tại vòng đua đầu tiên khiến anh mất vị trí thứ hai vào tay Hülkenberg và Sainz. Sau khoảnh khắc đó, anh đồng thời hỏi về hành động của Verstappen qua đài phát thanh của đội. Tiếp theo đó, Verstappen tiếp tục dẫn đầu cho đến khi cuộc đua sprint kết thúc. Trong đó, Nico Hülkenberg đã chiếm được vị trí thứ hai trước khi bị Pérez, Sainz jr. và Lance Stroll vượt qua  ngay sau đó. Tại những vòng đua cuối cùng của cuộc đua, Hülkenberg, Hamilton, Magnussen, Sargeant, Nyck de Vries và Chu Quán Vũ đều đổi sang bộ lốp khô. Sau khi cuộc đua sprint kết thúc, Verstappen giành chiến thắng thoải mái trước Pérez. Gần cuối cuộc đua, Esteban Ocon và George Russell có một cuộc tranh giành vị trí thứ 7 ở góc cua cuối cùng, với Ocon ở phía trước Russell sau 0,009 giây. Các tay đua ghi điểm trong cuộc đua này là Verstappen, Pérez, Sainz jr., Stroll, Alonso, Hülkenberg, Ocon và Russell.

## Kết quả

### Vòng phân hạng
| Vị trí                   | Số xe | Tay đua          | Đội đua                      | Q1       | Q2       | Q3       | Vị trí xuất phát |
| ------------------------ | ----- | ---------------- | ---------------------------- | -------- | -------- | -------- | ---------------- |
| 1                        | 1     | Max Verstappen   | Red Bull Racing-Honda RBPT   | 1:05,116 | 1:04,950 | 1:04,391 | 1                |
| 2                        | 16    | Charles Leclerc  | Ferrari                      | 1:05,567 | 1:05,308 | 1:04,438 | 2                |
| 3                        | 55    | Carlos Sainz Jr. | Ferrari                      | 1:05,339 | 1:04,974 | 1:04,581 | 3                |
| 4                        | 4     | Lando Norris     | McLaren-Mercedes             | 1:05,617 | 1:05,038 | 1:04,658 | 4                |
| 5                        | 44    | Lewis Hamilton   | Mercedes                     | 1:05,673 | 1:05,181 | 1:04,819 | 5                |
| 6                        | 18    | Lance Stroll     | Aston Martin Aramco-Mercedes | 1:05,710 | 1:05,087 | 1:04,893 | 6                |
| 7                        | 14    | Fernando Alonso  | Aston Martin Aramco-Mercedes | 1:05,655 | 1:05,120 | 1:04,911 | 7                |
| 8                        | 27    | Nico Hülkenberg  | Haas-Ferrari                 | 1:05,740 | 1:05,361 | 1:05,090 | 8                |
| 9                        | 10    | Pierre Gasly     | Alpine-Renault               | 1:05,515 | 1:05,188 | 1:05,170 | 9                |
| 10                       | 23    | Alexander Albon  | Williams-Mercedes            | 1:05,673 | 1:05,387 | 1:05,823 | 10               |
| 11                       | 63    | George Russell   | Mercedes                     | 1:05,686 | 1:05,428 | –        | 11               |
| 12                       | 31    | Esteban Ocon     | Alpine-Renault               | 1:05,729 | 1:05,453 | –        | 12               |
| 13                       | 81    | Oscar Piastri    | McLaren-Mercedes             | 1:05,683 | 1:05,680 | –        | 13               |
| 14                       | 77    | Valtteri Bottas  | Alfa Romeo-Ferrari           | 1:05,763 | 1:05,655 | –        | 14               |
| 15                       | 11    | Sergio Pérez     | Red Bull Racing-Honda RBPT   | 1:05,177 | 2:06,688 | –        | 15               |
| 16                       | 22    | Yuki Tsunoda     | AlphaTauri-Honda RBPT        | 1:05,784 | –        | –        | 16               |
| 17                       | 24    | Chu Quán Vũ      | Alfa Romeo-Ferrari           | 1:05,818 | –        | –        | 17               |
| 18                       | 2     | Logan Sargeant   | Williams-Mercedes            | 1:05,948 | –        | –        | 18               |
| 19                       | 20    | Kevin Magnussen  | Haas-Ferrari                 | 1:05,971 | –        | –        | Làn pit1         |
| 20                       | 21    | Nyck de Vries    | AlphaTauri-Honda RBPT        | 1:05,974 | –        | –        | Làn pit2         |
| Thời gian 107%: 1:09,674 |       |                  |                              |          |          |          |                  |

Chú thích:
- ^1  – Kevin Magnussen vượt qua vòng phân hạng ở vị trí thứ 19 nhưng anh buộc phải bắt đầu cuộc đua chính từ làn pit do hệ thống treo lốp đã bị thay đổi trong khi chiếc xe đang ở chế độ parc fermé.[12]
- ^2  – Nyck de Vries vượt qua vòng phân hạng ở vị trí thứ 20 nhưng anh buộc phải bắt đầu cuộc đua chính từ vị trí cuối cùng vì sử dụng quá số lượng các bộ phận năng lượng. Sau đó, anh buộc phải bắt đầu cuộc đua chính từ làn pit do hệ thống treo lốp, đuôi xe và beam-wing trong khi chiếc xe đang ở chế độ parc fermé.[12]

### Sprint shootout
| Vị trí                   | Số xe | Tay đua          | Đội đua                      | SQ1      | SQ2                 | SQ3      | Vị trí xuất phát cho cuộc đua sprint |
| ------------------------ | ----- | ---------------- | ---------------------------- | -------- | ------------------- | -------- | ------------------------------------ |
| 1                        | 1     | Max Verstappen   | Red Bull Racing-Honda RBPT   | 1:06,236 | 1:05,371            | 1:04,440 | 1                                    |
| 2                        | 11    | Sergio Pérez     | Red Bull Racing-Honda RBPT   | 1:06,924 | 1:05,836            | 1:04,933 | 2                                    |
| 3                        | 4     | Lando Norris     | McLaren-Mercedes             | 1:06,723 | 1:05,699            | 1:05,010 | 3                                    |
| 4                        | 27    | Nico Hülkenberg  | Haas-Ferrari                 | 1:06,548 | 1:06,091            | 1:05,084 | 4                                    |
| 5                        | 55    | Carlos Sainz Jr. | Ferrari                      | 1:06,187 | 1:05,434            | 1:05,136 | 5                                    |
| 6                        | 16    | Charles Leclerc  | Ferrari                      | 1:07,061 | 1:05,673            | 1:05,245 | 91                                   |
| 7                        | 14    | Fernando Alonso  | Aston Martin Aramco-Mercedes | 1:06.611 | 1:05,759            | 1:05,258 | 6                                    |
| 8                        | 18    | Lance Stroll     | Aston Martin Aramco-Mercedes | 1:06,569 | 1:05,914            | 1:05,347 | 7                                    |
| 9                        | 31    | Esteban Ocon     | Alpine-Renault               | 1:06,840 | 1:05,604            | 1:05,366 | 8                                    |
| 10                       | 20    | Kevin Magnussen  | Haas-Ferrari                 | 1:06,629 | 1:05,730            | 1:05,912 | 10                                   |
| 11                       | 23    | Alexander Albon  | Williams-Mercedes            | 1:06,892 | 1:06,152            | –        | 11                                   |
| 12                       | 10    | Pierre Gasly     | Alpine-Renault               | 1:06,873 | 1:06,360            | –        | 12                                   |
| 13                       | 22    | Yuki Tsunoda     | AlphaTauri-Honda RBPT        | 1:06,896 | 1:06,369            | –        | 13                                   |
| 14                       | 21    | Nyck de Vries    | AlphaTauri-Honda RBPT        | 1:06,704 | 1:06,593            | –        | 14                                   |
| 15                       | 63    | George Russell   | Mercedes                     | 1:06,653 | Không lập thời gian | –        | 15                                   |
| 16                       | 24    | Chu Quán Vũ      | Alfa Romeo-Ferrari           | 1:07,062 | –                   | –        | 16                                   |
| 17                       | 81    | Oscar Piastri    | McLaren-Mercedes             | 1:07,106 | –                   | –        | 17                                   |
| 18                       | 44    | Lewis Hamilton   | Mercedes                     | 1:07,282 | –                   | –        | 18                                   |
| 19                       | 77    | Valtteri Bottas  | Alfa Romeo-Ferrari           | 1:07,291 | –                   | –        | 19                                   |
| 20                       | 2     | Logan Sargeant   | Williams-Mercedes            | 1:07,426 | –                   | –        | 20                                   |
| Thời gian 107%: 1:10,820 |       |                  |                              |          |                     |          |                                      |

Chú thích:
- ^1  – Charles Leclerc bị tụt ba vị trí do cản trở Oscar Piastri tại SQ1 (phần đầu tiên của sprint shootout).[13]

### Cuộc đua sprint
| Vị trí                                                                           | Số xe | Tay đua          | Đội đua                      | Số vòng | Thời gian/ Bỏ cuộc | Vị trí xuất phát | Số điểm |
| -------------------------------------------------------------------------------- | ----- | ---------------- | ---------------------------- | ------- | ------------------ | ---------------- | ------- |
| 1                                                                                | 1     | Max Verstappen   | Red Bull Racing-Honda RBPT   | 24      | 30:26,730          | 1                | 8       |
| 2                                                                                | 11    | Sergio Pérez     | Red Bull Racing-Honda RBPT   | 24      | + 21,048           | 2                | 7       |
| 3                                                                                | 55    | Carlos Sainz Jr. | Ferrari                      | 24      | + 23,088           | 5                | 6       |
| 4                                                                                | 18    | Lance Stroll     | Aston Martin Aramco-Mercedes | 24      | + 29,703           | 7                | 5       |
| 5                                                                                | 14    | Fernando Alonso  | Aston Martin Aramco-Mercedes | 24      | + 30,109           | 6                | 3       |
| 6                                                                                | 27    | Nico Hülkenberg  | Haas-Ferrari                 | 24      | + 31,297           | 4                | 4       |
| 7                                                                                | 31    | Esteban Ocon     | Alpine-Renault               | 24      | + 36,602           | 8                | 2       |
| 8                                                                                | 63    | George Russell   | Mercedes                     | 24      | + 36,611           | 15               | 1       |
| 9                                                                                | 4     | Lando Norris     | McLaren-Mercedes             | 24      | + 38,608           | 3                |         |
| 10                                                                               | 44    | Lewis Hamilton   | Mercedes                     | 24      | + 46,375           | 18               |         |
| 11                                                                               | 81    | Oscar Piastri    | McLaren-Mercedes             | 24      | + 49,807           | 17               |         |
| 12                                                                               | 16    | Charles Leclerc  | Ferrari                      | 24      | + 50,789           | 9                |         |
| 13                                                                               | 23    | Alexander Albon  | Williams-Mercedes            | 24      | + 52,848           | 11               |         |
| 14                                                                               | 20    | Kevin Magnussen  | Haas-Ferrari                 | 24      | + 56,593           | 10               |         |
| 15                                                                               | 10    | Pierre Gasly     | Alpine-Renault               | 24      | + 57,652           | 12               |         |
| 16                                                                               | 22    | Yuki Tsunoda     | AlphaTauri-Honda RBPT        | 24      | + 1:04,822         | 13               |         |
| 17                                                                               | 21    | Nyck de Vries    | AlphaTauri-Honda RBPT        | 24      | + 1:05,617         | 14               |         |
| 18                                                                               | 2     | Logan Sargeant   | Williams-Mercedes            | 24      | + 1:06,659         | 20               |         |
| 19                                                                               | 24    | Chu Quán Vũ      | Alfa Romeo-Ferrari           | 24      | + 1:10,825         | 16               |         |
| 20                                                                               | 77    | Valtteri Bottas  | Alfa Romeo-Ferrari           | 24      | + 1:16,435         | Làn pit1         |         |
| Vòng đua nhanh nhất: Nico Hülkenberg (Haas-Ferrari) – 1:10,180 (vòng đua thứ 24) |       |                  |                              |         |                    |                  |         |

Chú thích:
- ^1  – Valtteri Bottas xuất phát ở vị trí thứ 19 nhưng anh buộc phải bắt đầu cuộc đua từ làn pit sau khi anh đổi lốp ở làn pit trong vòng đua khởi động. Do vậy, vị trí xuất phát của anh trên đường thẳng xuất phát và về đích bị bỏ trống.[13]

### Cuộc đua chính
| Vị trí                                                                                        | Số xe | Tay đua          | Đội đua                      | Số vòng | Thời gian/ Bỏ cuộc | Vị trí xuất phát | Số điểm |
| --------------------------------------------------------------------------------------------- | ----- | ---------------- | ---------------------------- | ------- | ------------------ | ---------------- | ------- |
| 1                                                                                             | 1     | Max Verstappen   | Red Bull Racing-Honda RBPT   | 71      | 1:25:33,607        | 1                | 261     |
| 2                                                                                             | 16    | Charles Leclerc  | Ferrari                      | 71      | + 5,155            | 2                | 18      |
| 3                                                                                             | 11    | Sergio Pérez     | Red Bull Racing-Honda RBPT   | 71      | + 17,188           | 15               | 15      |
| 4                                                                                             | 4     | Lando Norris     | McLaren-Mercedes             | 71      | + 26,327           | 4                | 12      |
| 5                                                                                             | 14    | Fernando Alonso  | Aston Martin Aramco-Mercedes | 71      | + 30,317           | 7                | 10      |
| 6                                                                                             | 55    | Carlos Sainz Jr. | Ferrari                      | 71      | + 31,3772          | 3                | 8       |
| 7                                                                                             | 63    | George Russell   | Mercedes                     | 71      | + 48,403           | 11               | 6       |
| 8                                                                                             | 44    | Lewis Hamilton   | Mercedes                     | 71      | + 49,1963          | 5                | 4       |
| 9                                                                                             | 18    | Lance Stroll     | Aston Martin Aramco-Mercedes | 71      | + 59,043           | 6                | 2       |
| 10                                                                                            | 10    | Pierre Gasly     | Alpine-Renault               | 71      | + 1:07,6674        | 9                | 1       |
| 11                                                                                            | 23    | Alexander Albon  | Williams-Mercedes            | 71      | + 1:19,7675        | 10               |         |
| 12                                                                                            | 24    | Chu Quán Vũ      | Alfa Romeo-Ferrari           | 70      | + 1 vòng           | 17               |         |
| 13                                                                                            | 2     | Logan Sargeant   | Williams-Mercedes            | 70      | + 1 vòng6          | 18               |         |
| 14                                                                                            | 31    | Esteban Ocon     | Alpine-Renault               | 70      | + 1 vòng7          | 12               |         |
| 15                                                                                            | 77    | Valtteri Bottas  | Alfa Romeo-Ferrari           | 70      | + 1 vòng           | 14               |         |
| 16                                                                                            | 81    | Oscar Piastri    | McLaren-Mercedes             | 70      | + 1 vòng           | 13               |         |
| 17                                                                                            | 21    | Nyck de Vries    | AlphaTauri-Honda RBPT        | 70      | +1 vòng8           | Làn pit          |         |
| 18                                                                                            | 20    | Kevin Magnussen  | Haas-Ferrari                 | 70      | +1 vòng9           | Làn pit          |         |
| 19                                                                                            | 22    | Yuki Tsunoda     | AlphaTauri-Honda RBPT        | 70      | +1 vòng10          | 16               |         |
| Bỏ cuộc                                                                                       | 27    | Nico Hülkenberg  | Haas-Ferrari                 | 12      | Mất điện           | 8                |         |
| Vòng đua nhanh nhất: Max Verstappen (Red Bull Racing-Honda RBPT) – 1:07.012 (vòng đua thứ 71) |       |                  |                              |         |                    |                  |         |
| Tay đua xuất sắc nhất cuộc đua: Lando Norris (McLaren-Mercedes), 26,1% số phiếu bầu           |       |                  |                              |         |                    |                  |         |

Chú thích:
- ^1  – Bao gồm một điểm cho vòng đua nhanh nhất.[15]
- ^2  – Carlos Sainz Jr. về đích ở vị trí thứ 4 nhưng anh nhận một án phạt 10 giây do vi phạm track limits.[16]
- ^3  – Lewis Hamilton về đích ở vị trí thứ 7 nhưng anh nhận một án phạt 10 giây do vi phạm track limits.[16]
- ^4  – Pierre Gasly về đích ở vị trí thứ 9 nhưng anh nhận một án phạt 10 giây do vi phạm track limits.[16]
- ^5  – Alexander Albon nhận một án phạt 10 giây do vi phạm track limits nhưng vị trí về đích chung cuộc của anh không bị ảnh hưởng bởi án phạt này.[16]
- ^6  – Logan Sargeant nhận một án phạt 15 giây do vi phạm track limits nhưng vị trí về đích chung cuộc của anh không bị ảnh hưởng bởi án phạt này.[16]
- ^7  – Esteban Ocon về đích ở vị trí thứ 12 nhưng anh nhận một án phạt 30 giây do vi phạm track limits.[16]
- ^8  – Nyck de Vries về đích ở vị trí thứ 15 nhưng anh nhận một án phạt 10 giây do ấn ép Kevin Magnussen khỏi đường đua. Thêm vào đó, anh nhận thêm một án phạt 15 giây do vi phạm track limits.[16]
- ^9  – Kevin Magnussen về đích ở vị trí thứ 19 nhưng anh nhận một án phạt 5 giây do vi phạm track limits. Sau đó, anh được tăng lên một vị trí vì án phạt của Yuki Tsunoda.[16]
- ^10  – Yuki Tsunoda về đích ở vị trí thứ 17 nhưng anh nhận một án phạt tổng cộng 15 giây do vi phạm track limits.[16]

## Bảng xếp hạng sau cuộc đua

### Bảng xếp hạng các tay đua
| Vị trí | Tay đua          | Đội đua                      | Số điểm | Thay đổi vị trí |
| ------ | ---------------- | ---------------------------- | ------- | --------------- |
| 1      | Max Verstappen   | Red Bull Racing-Honda RBPT   | 229     | +/-0            |
| 2      | Sergio Pérez     | Red Bull Racing-Honda RBPT   | 148     | +/-0            |
| 3      | Fernando Alonso  | Aston Martin Aramco-Mercedes | 131     | +/-0            |
| 4      | Lewis Hamilton   | Mercedes                     | 106     | +/-0            |
| 5      | Carlos Sainz Jr. | Ferrari                      | 82      | +/-0            |
| 6      | Charles Leclerc  | Ferrari                      | 72      | 1               |
| 7      | George Russell   | Mercedes                     | 72      | 1               |
| 8      | Lance Stroll     | Aston Martin Aramco-Mercedes | 44      | +/-0            |
| 9      | Esteban Ocon     | Alpine-Renault               | 31      | +/-0            |
| 10     | Lando Norris     | McLaren-Mercedes             | 24      | 1               |

- Lưu ý: Chỉ có mười vị trí đứng đầu được liệt kê trong bảng xếp hạng này.

### Bảng xếp hạng các đội đua
| Vị trí | Đội đua                      | Số điểm | Thay đổi vị trí |
| ------ | ---------------------------- | ------- | --------------- |
| 1      | Red Bull Racing-Honda RBPT   | 377     | +/-0            |
| 2      | Mercedes                     | 178     | +/-0            |
| 3      | Aston Martin Aramco-Mercedes | 175     | +/-0            |
| 4      | Ferrari                      | 154     | +/-0            |
| 5      | Alpine-Renault               | 47      | +/-0            |
| 6      | McLaren-Mercedes             | 29      | +/-0            |
| 7      | Haas-Ferrari                 | 11      | +/-0            |
| 8      | Alfa Romeo-Ferrari           | 9       | +/-0            |
| 9      | Williams-Mercedes            | 7       | +/-0            |
| 10     | AlphaTauri-Honda RBPT        | 2       | +/-0            |